# Angora (fibra)

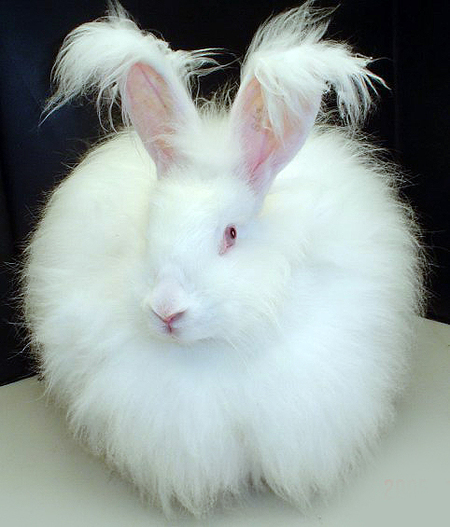
Coniglio d'angora

L'angora è un tipo di lana pregiata prodotta con il pelo del coniglio d'angora. Questo coniglio, di corporatura grossa, è di colore bianco e coperto da un pelo lungo e morbido; originario della Turchia, si diffuse in Europa nel XVIII secolo. Il suo pelo cresce velocemente, la tosatura avviene ogni tre mesi e produce circa 250 grammi di lana.
Il mohair, la lana prodotta dalla capra d'angora, non è lana d'angora.

## Caratteristiche e Produzione
La lana d'angora ha una mano gonfia, scivolosa, calda, soffice, ed ha aspetto lucente. Lo spessore della fibra va da 10 a 12 micron. Non avendo molta resistenza all'usura ed al lavaggio, viene usata per produrre filati solamente in mescola con lana fine, mohair, alpaca o seta. La mescola, oltre a dare corpo al filato, serve a mitigarne il costo comunque alto. 
Viene utilizzata per produrre capi pregiati, sia con la maglieria che con la tessitura, la grande morbidezza e delicatezza la rendono indicata per abbigliamento infantile e femminile, o biancheria intima calda. La fibra viene anche usata per calze.
L'angora si può prelevare dai conigli vivi spiumandoli o tosandoli. Nel primo caso si ottiene lana migliore, ma serve più tempo ed è dolorosissimo per il coniglio; nel secondo la qualità della lana è peggiore, ma se ne ottiene di più in meno tempo, oltre al fatto che questo metodo non è doloroso per il coniglio in sé. In alternativa essi possono essere parzialmente scuoiati da morti.
Etichettatura tessile: WA
Il 90% dell'angora mondiale proviene dalla Cina.